# 莱特吉沃
莱特吉沃（法語：Letteguives，法語發音：[lɛtɡiv]）是法国厄尔省的一个市镇，属于莱桑德利区。

## 地理
莱特吉沃（49°25'27"N, 1°19'44"E）面积4.1 平方千米，位于法国诺曼底大区厄尔省，该省份为法国北部内陆省份，北起滨海塞纳省，西接奧恩省和卡爾瓦多斯省，南至厄尔-卢瓦省，东临瓦兹省、瓦兹河谷省和伊夫林省。
与莱特吉沃接壤的市镇（或旧市镇、城区）包括：昂代勒河畔佩里耶、佩吕埃勒、雷讷维尔、欧祖维尔叙里、弗雷讷勒普朗。

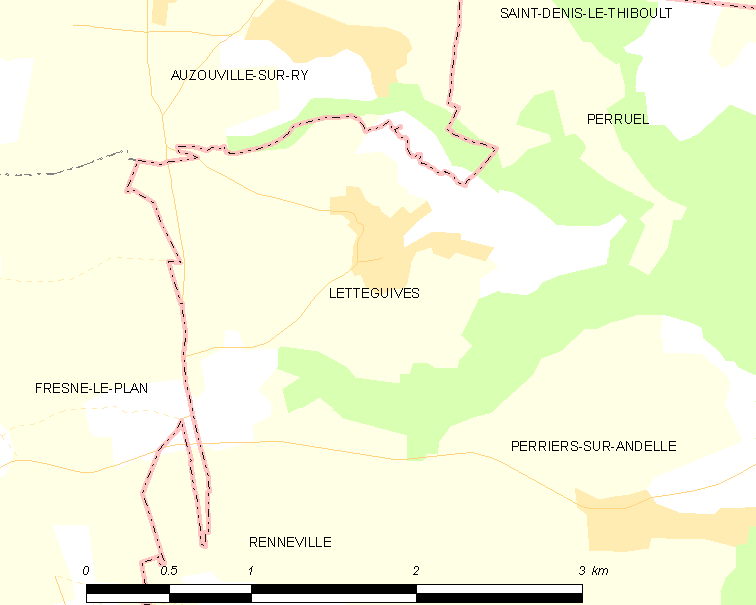
莱特吉沃的OSM定位图

莱特吉沃的时区为UTC+01:00、UTC+02:00（夏令时）。

## 行政
莱特吉沃的邮政编码为27910，INSEE市镇编码为27366。

## 政治
莱特吉沃所属的省级选区为昂代勒河畔罗米伊县。

## 人口

1962-2008年间莱特吉沃人口变化图示

莱特吉沃于2022年1月1日时的人口数量为208人。